# Ривалдиньо
Ривалдиньо е бразилски футболист, нападател. Син на известния бразилски футболист и национал Ривалдо.